# Сиракјус
Сиракјус (енгл. Syracuse) пети је по величини град америчке савезне државе Њујорк. По попису становништва из 2020. у њему је живело 148.620 становника.
Сиракјус се налази јужно од језера Онтарио. Град је индустријски и трговачки центар. У граду се производе хемијски производи, мотори за авионе, машине и електронски апарати. У Сиракјусу постоји велики Универзитет у Сиракјусу (Syracuse University). Град је добио име по античкој грчкој колонији Сиракуза на Сицилији.

## Географија
Сиракјус се налази на надморској висини од 116 m.

## Демографија
Према попису становништва из 2010. у граду је живело 145.170 становника, што је 2.136 (1,5%) становника мање него 2000. године.
|                   | 2010.            | 2000.            |
| Укупно            | 145 170 (100,0%) | 147 306 (100,0%) |
| Белци             | 76 653 (52,80%)  | 91 928 (62,41%)  |
| Афроамериканци    | 42 770 (29,46%)  | 37 336 (25,35%)  |
| Хиспаноамериканци | 12 036 (8,291%)  | 7 768 (5,273%)   |
| Азијати           | 8 021 (5,525%)   | 4 961 (3,368%)   |
| Остали            | 5 690 (3,920%)   | 5 313 (3,607%)   |

## Партнерски градови
- Фуџоу